# آرام‌اس ترنت
آرام‌اس ترنت (به انگلیسی: RMS Trent) یک کشتی بود.